# موسوعة الطوابع البريدية في المملكة العربية السعودية
موسوعة الطوابع البريدية في المملكة العربية السعودية هي أول عمل علمي عن التاريخ البريدي للمملكة العربية السعودية وهي من تأليف مصمم وخبير الطوابع العالمي عبد القادر الحسينى

## تعريف
تتكون الموسوعة من جزأين صدرت الطبعة الأولى من الجزء الأول منهما في عام 2003م، أما الجزء الثاني فقد صدر في نهاية عام 2009م وتضم الموسوعة بجزئيها الأول والثاني حوالي الألف وثمانمائة صفحة من القطع الكبير. والجزء الأول صدر في طبعة غير ملونة أما الطبعة الثانية من الجزء الأول فسوف تصدر قريبا في طبعة ملونة كما هو الحال في الطبعة الأولى من الجزء الثاني.
تضم الموسوعة في جزئيها الأول والثاني التاريخ البريدي للمملكة العربية السعودية، وتحتوى علي صور ملونة لكافة إصدارات الطوابع التي استخدمت في المملكة قبل وبعد توحيدها علي يدى الملك المؤسس عبد العزيز بن عبد الرحمن الفيصل آل سعود.
استغرق اعداد هذه الموسوعة أكثر من خمسة عشر عاما والكثير من الجهد والمال.
قدم للموسوعة رئيس مؤسسة البريد السعودي الدكتور محمد صالح بن طاهر بنتن حيث كتب:«إن أهمية موسوعة الطوابع البريدية لاتنبثق مما حوته من تسجيل لتلك الطوابع البريدية فقط بل انها تسجل قيمة عالية بما بذل فيها من جهد من رجل متخصص في مؤسسة البريد السعودي أمضى حياته في مجال تصميم الطوابع فكان كمن يصهر الذي صدر منذ بضع سنوات. وقته وجهده لإخراج العمل.»، وسعادة المهندس أسامة بن محمد مكي الكردي عضو مجلس الشورى بالمملكة العربية السعودية، والأستاذ/ يعقوب بن إسحاق دهلوي هاوى الطوابع المعروف، والأستاذ/ حامد بن أمين شيخ خبير الطوابع والعملات، والأستاذ/ فتحى أبو جامع هاوى الطوابع الحاصل على العديد من الجوائز في المعارض العالمية.
كم قدم للموسوعة الاستاذين/ حامد بن أمين شيخ وفتحى أبو جامع، وقام بنشر الموسوعة في المملكة العربية ودول الخليج مؤسسة وردة وزان للتراث بالرياض لصاحبها / محمد بن عبد الله القاضي. أما الطباعة فقد تمت في دور الطباعة المتخصصة في هذا المجال في جمهورية مصر العربية وهي دار علاء الدين للطباعة.

## تاريخ المملكة العربية السعودية من خلال طوابع البريد
لقد قام عبد القادر الحسيني بكتابة تاريخ المملكة العربية لسعودية من خلال أبحاثه العديدة التي تناولت كافة مراحل الاصدارات السعودية للطوابع البريدية سواء قبل إعلان توحيد المملكة على يدى الملك عبد العزيز آل سعود، أو بعد إعلان توحيد المملكة وحتى اليوم.
وأكمل عبد القادر الحسينى ذلك بإصدار موسوع الطوابع البريدية في المملكة العربية السعودية وهي مكونة من جزئين صدر أولهما في عام 2003م ويتناول كافة الإصدارات قبل إعلان وحيد المملكة.
اما الجزء الثاني فقد صدر في عام 2009م ويحتوى على باقى الإصدارات من إعلان توحيد المملكة حتى اليوم. وتحتوى الموسوعة على صور لكافة إصدارات الطوابع ومواصفاتها مثل تاريخ الإصدار ومقاس التخريم، ومقاس الطابع وفئاته والكمية المطبوعة من كل إصدار ولوان الطابع، وطريقة الطباعة، بالإضافة إلى تحديد رؤية الطابع تحت الأشعة فوق البنفسجية.
لقد كان لموسوعة الطوبع البريدية في المملكة العربية السعودية الجزء الأول صدى لدى جميع المهتمين بهذا المجال، لما حواه الجزء الأول وتفرد به عن إصدارات الطواع من الإصدار الحجازي الأول وحتى آخر إصدار في عهد مؤسس المملكة العربية السعودية الملك عبد العزيز بن عبد الرحمن آل سعود، وقد انشئ الجزء الثاني الذي يحتوى على إصدارات الطوابع منذ إعلان توحيد المملكة العربية السعودية إلى تاريخ الإصدارات الحديثة في عهد خادم الحرمين الشريفين الملك عبد الله بن عبد العزيز، كما قدم للموسوعة المهندس/ أسامة بن محمد كردي عضو مجلس الشوري بالمملكة العربية السعودية.
وفد غطت الموسوعة بجزئيها الأول والثاني التاريخ البريدى للمملكة العربية السعودية.